# دنیل آمارتی
دنیل آمارتی (انگلیسی: Daniel Amartey؛ زادهٔ ۲۱ دسامبر ۱۹۹۴) بازیکن فوتبال اهل غنا است.
از باشگاه‌هایی که در آن بازی کرده‌است می‌توان به دیورگاردن، کپنهاگن و لستر سیتی اشاره کرد.
وی همچنین در تیم ملی فوتبال غنا بازی کرده‌است.